# Pseudoneureclipsis ussuriensis
Pseudoneureclipsis ussuriensis är en nattsländeart som beskrevs av Martynov 1934. Pseudoneureclipsis ussuriensis ingår i släktet Pseudoneureclipsis och familjen fångstnätnattsländor. Inga underarter finns listade i Catalogue of Life.